# Småland und die Inseln

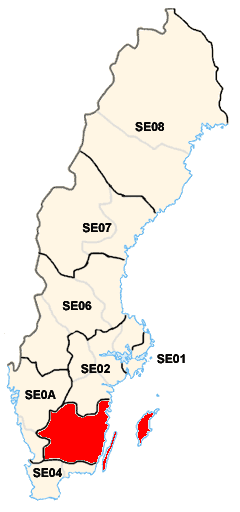
Småland und die Inseln in Schweden

Småland und die Inseln (schwedisch: Småland och öarna) ist ein Reichsgebiet (riksområde) von Schweden. Reichsgebiete sind Teil der NUTS-Statistikregionen Schwedens und dienen vorwiegend Statistikzwecken. In dem Gebiet Småland und die Inseln leben 882.332 Menschen (2023). Der Name leitet sich von der Tatsache ab, dass das Gebiet den größten Teil der historischen Provinz Småland mit den in der Ostsee gelegenen Inselprovinzen Öland und Gotland umfasst. 

## Geografie
Das Gebiet Småland und die Inseln liegt im südöstlichen Teil Schwedens. Es liegt in der Nähe von Dänemark und grenzt an die Riksområden Ostmittelschweden, Westschweden und Südschweden.
Die bevölkerungsreichsten Städte sind Jönköping, Växjö, Kalmar, Visby, Västervik und Värnamo.

### Zusammensetzung
Småland und die Inseln besteht aus den folgenden Provinzen (Län)
- Jönköpings län
- Kronobergs län
- Kalmar län
- Gotlands län

## Wirtschaft
Das Bruttoinlandsprodukt (BIP) der Region betrug im Jahr 2021 37,886 Mrd. €, was 7,4 % der schwedischen Wirtschaftsleistung entspricht. Das kaufkraftbereinigte Pro-Kopf-BIP betrug im selben Jahr 32.100 € oder 106 % des EU27-Durchschnitts. Das BIP pro Arbeitnehmer lag bei 99 % des EU-Durchschnitts.